# NGC 6683
NGC 6683 (również OCL 74) – gromada otwarta znajdująca się w gwiazdozbiorze Tarczy. Odkrył ją John Herschel 28 lipca 1827 roku. Jest położona w odległości ok. 3,9 tys. lat świetlnych od Słońca.